# Colada (espada)

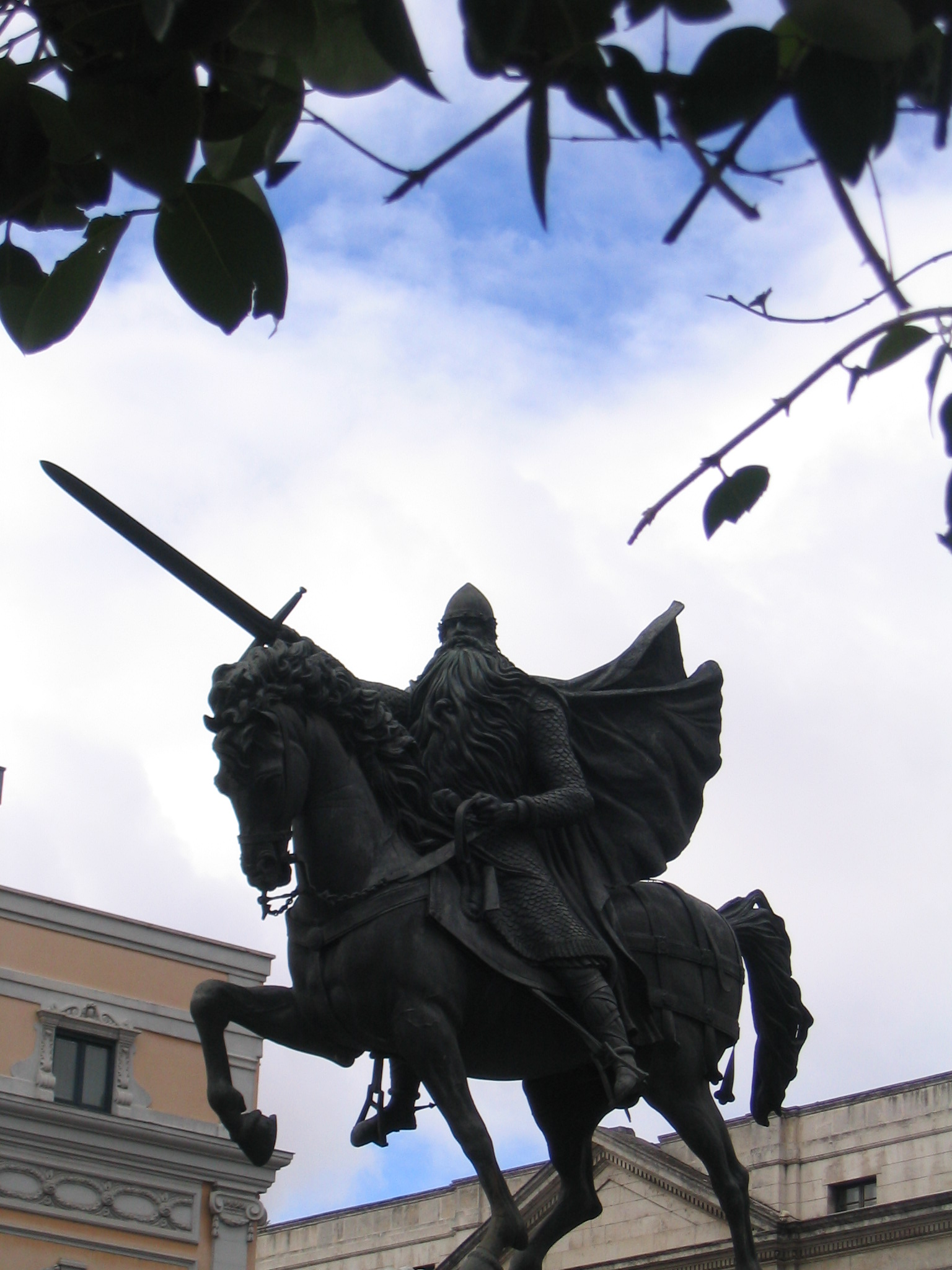
Monumento al Cid Campeador en Burgos.

La Colada es una de las dos espadas, junto a la Tizona, que la tradición legendaria atribuye al Cid y se encuentra depositada en la Real Armería de Madrid. La hoja está datada en el siglo XIII, es decir, dos siglos posterior al Cid, y la guarnición del siglo XVI, modificación normal en espadas de calidad para permitir su uso continuado.
No consta en ninguna fuente contemporánea a Rodrigo Díaz, el Campeador, que hubiera ninguna espada con ese nombre perteneciente al magnate castellano. La atribución al Cid de la espada Colada pudo ser, por tanto, una invención del Cantar de mio Cid, donde se cuenta que fue ganada como botín de guerra a un «Ramon Berenguer», conde de Barcelona, y que regaló esta espada (junto a la Tizona) a sus yernos los infantes de Carrión, que son personajes asimismo completamente ficticios.

Vencido á esta batalla el que en buen ora nasco,
al conde don Remont a presón le á tomado.
Ý gañó a Colada, que más vale de mill marcos de plata,
ý benció esta batalla, por o ondró su barba.
Cantar de mio Cid, versos 1008-1011 (Montaner Frutos, 2011:63).

No obstante, el Cantar de Mio Cid establece la existencia de estas dos espadas, que fueron usadas para expulsar a los moros y más tarde se perdieron para siempre en algún campo de batalla olvidado.
Tras la afrenta de Corpes, siempre según el Cantar, Ruy Díaz de Vivar les exigió la devolución de todos sus regalos y entregó entonces la espada a Martín Antolínez, uno de sus caballeros:

—Martín Antolínez, mio vassallo de pro,
prended a Colada, ganéla de buen señor,
del conde Remont Verenguel, de Barcilona la mayor;
por esso vos la dó, que la bien curiedes vós.
Cantar de mio Cid, versos 3193-3196 (Montaner Frutos, 2011:191).

## Etimología
Según Sebastián de Covarrubias, Colada vendría de ser una espada hecha de acero colado, si bien no está claro qué significado puede tener acero colado para Covarrubias y cómo se aplicaría esto a la tecnología de la Edad Media.

## Propiedades
Al igual que la Tizona, en el Cantar de mio Cid la espada atemoriza a los oponentes indignos si es esgrimida por un guerrero valeroso. Así lo vemos en esta obra cuando Martín Antolínez (quien la recibe como regalo del Cid) blande la Colada en su duelo con el infante Diego González.

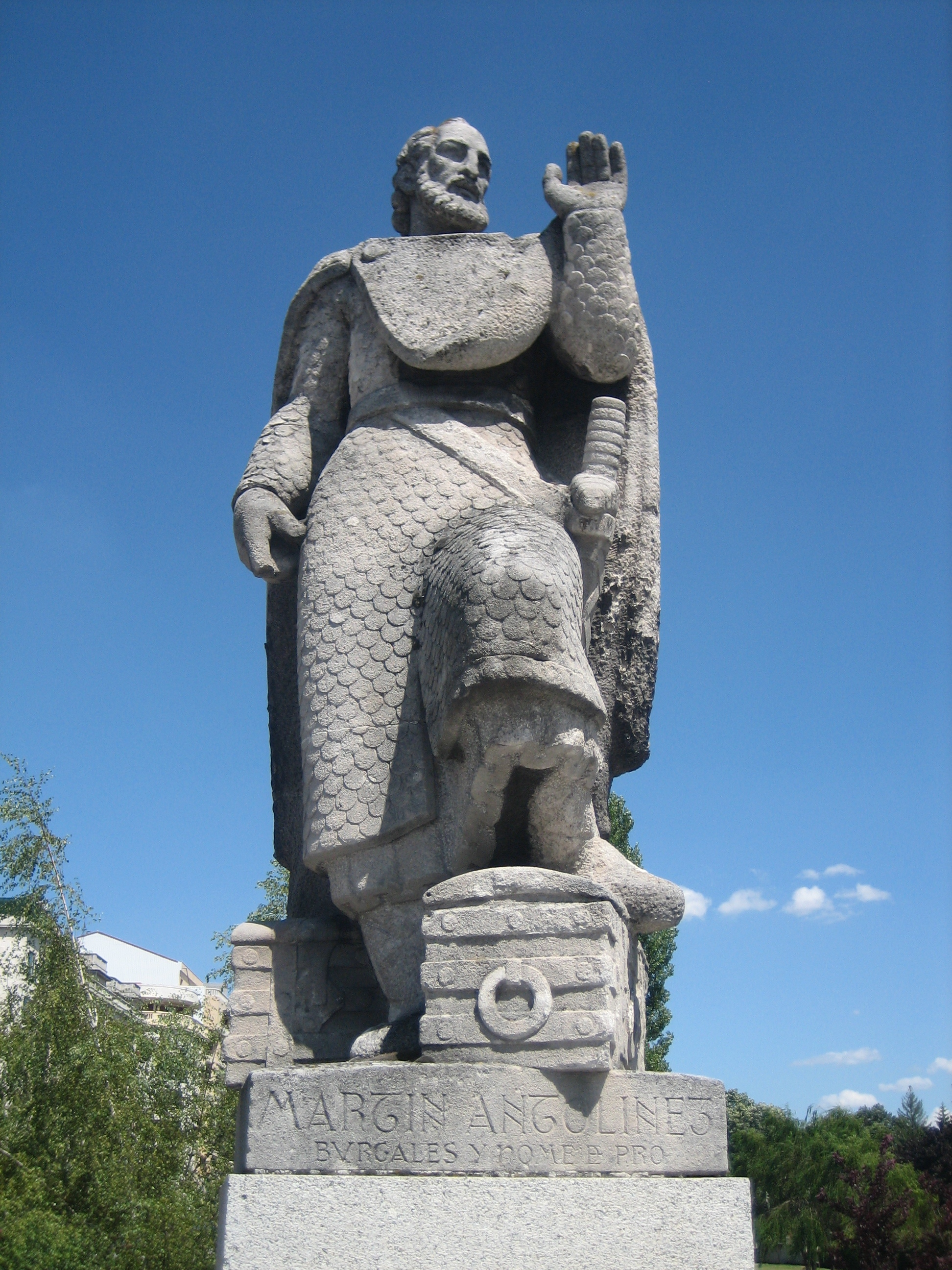
Estatua de Martín Antolínez en Burgos.

Martín Antolínez e Dia Gonçález firiéronse de las lanças,
tales fueron los colpes que les quebraron amas
Martín Antolínez mano metió al espada
(relumbra tod el campo, tanto es linpia e clara),
diol’ un colpe, de traviesso·l’ tomava,
el casco de somo apart ge lo echava,
las moncluras del yelmo todas ge las cortava,
allá levó el almófar, fata la cofia llegava,
la cofia e el almófar todo ge lo levava,
ráxol’ los pelos de la cabeça, bien a la carne llegava,
lo uno cayó en el campo e lo ál suso fincava.
Cuando este colpe á ferido Colada la preciada,
vio Diego Gonçález que no escaparié con el alma.
Bolvió la rienda al cavallo por tornarse de cara;
essora Martín Antolínez reçibiól’ con el espada,
Un colpe·l’ dio de llano, con lo agudo no·l’ tomava.
Dia Gonçález espada tiene en mano, mas no la ensayava,
esora el ifante tan grandes vozes dava:
—¡Valme, Dios, glorioso señor, e cúriam’ d’este espada!—
Cantar de mio Cid, versos 3646–3665 (Montaner Frutos, 2011:214-215).